# Барбара Анна Шаал
Барбара Анна Шаал (Barbara Anna Schaal; народ. 1947 Берлін) — американська вчена, ботанік -еволюціоніст . Екс-віце-президент НАН США (з 2005, член з 1999), заслужена професорка Університету Вашингтона в Сент-Луїсі і (з 2013) його декан факультету мистецтв і наук.

## Біографія
Натуралізована громадянка США з 1956 року. Виросла в Чикаго. Закінчила Ілінойський університет в Чикаго (ступінь бакалавра біології з відзнакою, 1969). У Єльському університеті — обидві за популяційну біологію — отримала ступені магістра (1971) і доктора філософії (1974). Потім викладала в Хьюстонському університеті та Університеті штату Огайо. З 1980 року — в Університеті Вашингтона в Сент-Луїсі: спочатку асоційована професорка біології, з 1986 року — професорка, в 1993-97 роках — завідувачка кафедри біології, з 2001 року — іменна професорка, нині (з 2009) іменна заслужена професорка (Mary-Dell Chilton Distinguished Professor) біології та (з 2013) декан факультету мистецтв і наук . У 2011—2013 рр. — директор Tyson Research Center [en] цього університету.
У 2009—2017 роках член United States President's Council of Advisors on Science and Technology [en] .
Перша жінка, обрана віце-президентом НАН США (в 2005 і переобрана в 2009). Призначалася на 2012-13 рр. науковим посланцем США (US science envoy). У 2015 році увійшла в науковий консультативний комітет Supporters of Agricultural Research (SoAR) Foundation . Була головою підрозділу студій про Землю і життя National Research Council [en] .
Член Американської академії мистецтв і наук (2006). Була президентом Ботанічного суспільства Америки, Товариства вивчення еволюції і Американської асоціації сприяння розвитку науки (2017).
Нагороди та відзнаки
- Стипендія Ґуґґенгайма
- Key Distinguished Lecture, American Genetic Association [en] (2002)[7]
- Wilbur Cross Medal [en] (2004)
- AIBS [en] Distinguished Scientist Award (2012)[8]
- National Science Board Public Service Award (2019)[9]